# Batomys russatus
Batomys russatus és una espècie de mamífer rosegador de la família dels múrids. Fins ara només se l'ha trobat a l'illa de Dinagat (Filipines), on viu a altituds superiors a 300 msnm, però possiblement també viu a altres illes properes. El seu hàbitat natural són els boscos de plana. Està amenaçat per la desforestació provocada per la tala d'arbres i la mineria al seu medi. Es creu que aquesta espècie no suporta bé la pertorbació del seu hàbitat.